# تشارلز مولدر
تشارلز مولدر هو متزلج جماعي بلجيكي، ولد في 1 يوليو 1897 في أنتويرب في بلجيكا، وتوفي في القرن العشرين.

## وصلات خارجية
- تشارلز مولدر على موقع اللجنة الأولمبية الدولية (الإنجليزية)
- تشارلز مولدر على موقع أوليمبيديا (الإنجليزية)